# Magnolia caricifragrans
Magnolia caricifragrans là một loài thực vật thuộc họ Magnoliaceae. Đây là loài đặc hữu của Columbia.